# Torneutopsis
Torneutopsis is een kevergeslacht uit de familie van de boktorren (Cerambycidae). De wetenschappelijke naam van het geslacht werd voor het eerst geldig gepubliceerd in 1980 door Martins & Monné.

## Soorten
Torneutopsis is monotypisch en omvat slechts de volgende soort:
- Torneutopsis translucidus Martins & Monné, 1980